# Place Jean-de-Bueil
La place Jean-de-Bueil est une place située dans le 13e arrondissement de Paris, en France.

## Situation et accès
La place est située à l'intersection des rues Dunois, Xaintrailles et Domrémy.

## Origine du nom
La voie porte le nom de Jean V de Bueil (1405-1478), chevalier et compagnon de Jeanne d'Arc.

## Historique
Par délibération du 8 juin 2023, la voie prend la dénomination de « place Jean de Bueil ».